# Yves Morvan

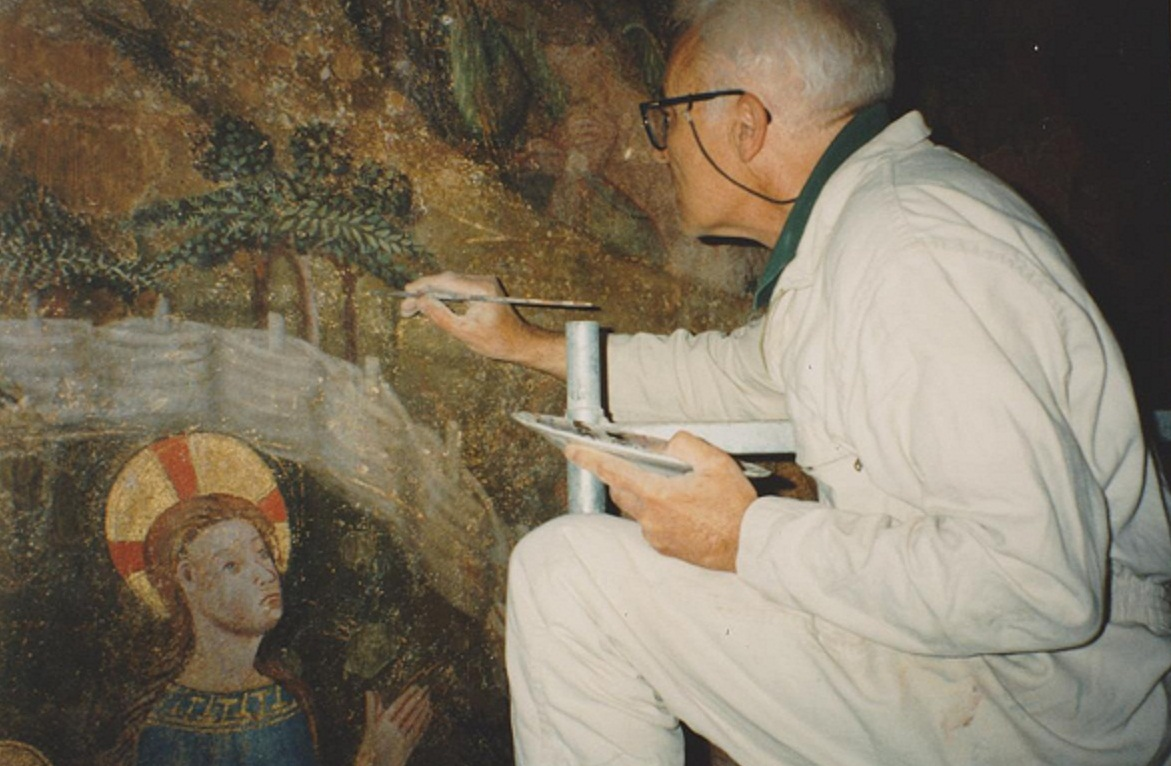
Yves Morvan a Saint-Flour, 1998

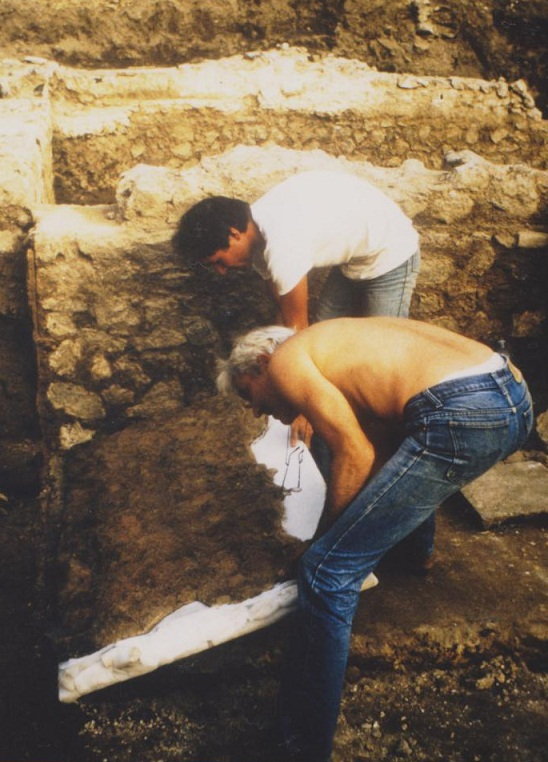
Yves Morvan deposita un murale gallo-romano durante gli scavi condotti da una squadra del CNRS a Clermont-Ferrand

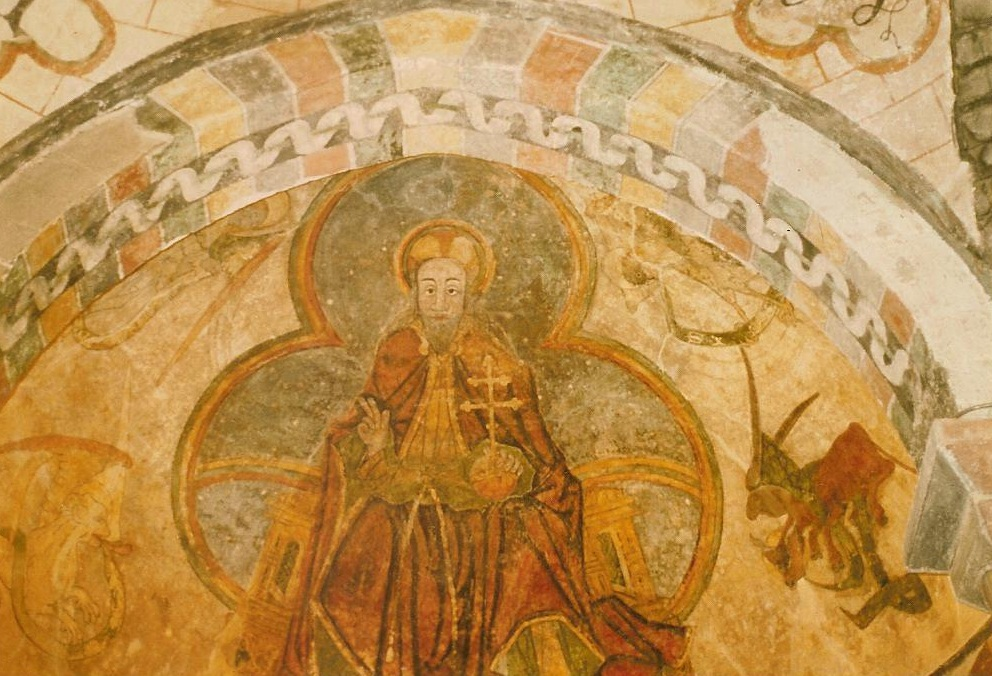
Cristo in maestà a Jaleyrac

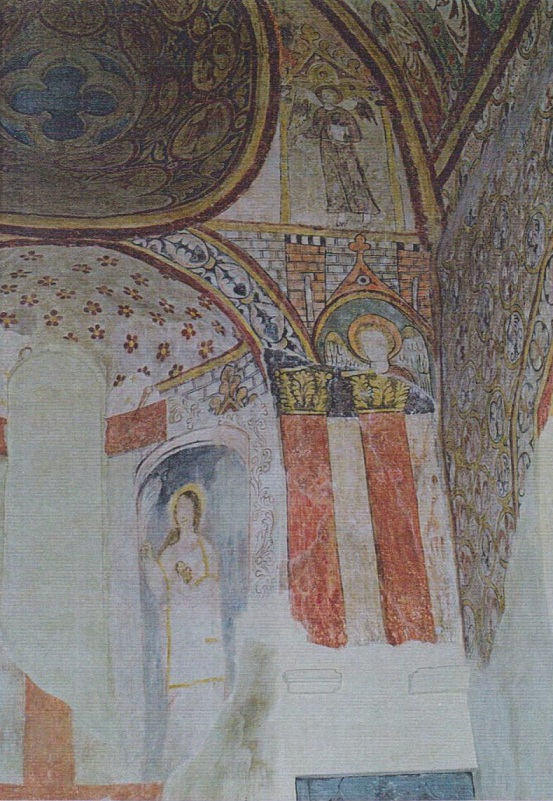
Murale della chiesa di Pignols

Yves Morvan (Uzel, 13 gennaio 1932) è un archeologo e restauratore francese, specializzato in arte romanica e iconografia di Blaise Pascal.

## Biografia
Membro dell'Accademia delle scienze, della letteratura e dell'arte di Clermont-Ferrand, vincitore del premio JF Mège nel 1981. È anche restauratore di arte, scultore e specialista dei colori.

## Reperti e restauri archeologici
- Pittura murale del XIV secolo della Mediateca di Brioude.[5]
- Affresco della Chiesa Romanica di Orléat.[6] · [7]
- Pittura murale della chiesa di Notre-Dame, Aigueperse.
- Pittura murale della cattedrale di Clermont-Ferrand.[8]
- Chiesa Saint-Léger di Montfermy.[9][10][11]
- Chiesa Saint-Martin di Jaleyrac.[12]
- Ex cappella gesuita di Puy-en-Velay.
- Chiesa Saint-Vincent di Saint-Flour.[13][14][15]
- Abbazia di Saint-Flour : palco di Saint-Jacques.[16][17]
- Chiesa Sainte- Martine di Pont-du-Château.[18][19]
- Saint-Germain-des-Fossés : La navata e i dipinti che rappresentano "lussuria" e Saint-Austremoine.[20][21]
- Dipinti romanici a Saint-Amant-Tallende.
- Dipinti della cappella Murol a Saint-Amant-Tallende.
- Castello di Cheix de Neuville.[22][23][24]
- Monastero di Menat.[25]
- Abbaziale St. Pierre di Mozac.
- Chiesa Saint-Barthélémy di Saint-Amant-Roche-Savine.[26]
- Pittura murale di Jenzat.[27]
- Pittura murale del Castello di Busset.
- Affreschi della Chiesa romanica di Beurrières.[28].
- Murale di San Giacomo nella chiesa di Virargues.[29]

## Opere (parziale)
- Pascal à Mirefleurs ? Les dessins de la maison de Domat, Courrier du Centre International Blaise Pascal, 6, 1984
- Peste noire à Jenzat, in Bulletin historique et scientifique de l'Auvergne, Clermont-Ferrand, vol. 92, n° 682, 1984
- La maison de l'Éléphant, Bulletin historique et scientifique de l'Auvergne, vol. 92, numéro 683, 1984
- con Ezio Arduini, Pascal à Mirefleurs, Impr. Blandin, 1985.[30]
- Montfermy : les peintures murales du sanctuaire, Bulletin historique et scientifique de l'Auvergne, vol. 93, n° 689, 1986.
- Pascal d'après nature, Bulletin historique et scientifique de l'Auvergne, tome XCIII, n° 692-693, 1987
- Récentes découvertes de peintures murales dans l'église Saint-Martin de Jenzat (Allier), Société française d'archéologie, Congrès archéologique de France, 146e session, Bourbonnais, 1988
- con Bruno Saunier, Peintures murales du XIIe au XVIIIe siècle (principaux sites), Association pour l'Étude et la Mise en Valeur du Patrimoine Auvergnat, 1989
- Images anciennes et nouvelles de Blaise Pascal, souvenir de l’exposition, Courrier du Centre International Blaise Pascal, 13, 1991
- Les peintures de la salle capitulaire d'Issoire, Revue d'Auvergne, Volume 106, n° 3, Société des amis de l'Université de Clermont, Ed. G. Mont-Louis, 1992[31]
- Des témoins ressuscités, Monuments historiques, n° 197, 1995
- Une page de l'histoire des chemins de Saint-Jacques en Haute-Auvergne in Vivre en moyenne montagne : Éditions du CTHS, 1995, ISBN 2735502937
- Les peintures intérieures, Bulletin numéro 26 de l'association des amis du vieux Pont-du-Château, 1995
- Et c'est ainsi qu'Anna est grande... Découverte de peintures murales dans l'église Saint-Vincent de Saint-Flour, Bulletin historique et scientifique de l'Auvergne, tome XCIX, 1998
- con Catherine Lonchambon, Des peintures murales inattendues et insolites : Merveilles de l'église de Pignols, Histoire et Images médiévales, n° 47, 2003
- La Sirène et la luxure, Communication du Colloque "La luxure et le corps dans l'art roman", Mozac, 2008
- (con Hélène Leroy e Francis Debaisieux), Vierges romanes-Portraits croisés, Éditions Debaisieux, 2009, ISBN 978-2-913-381-71-1[32] · [33].
- La vision et l'harmonie des couleurs (Nouveaux regards), Éditions Ex Aequo, 2015, ISBN 978-2-359-627-26-8
- White paint and black color in the Middle Ages, International Colour Association (AIC) Conference 2020.[34]

### Galleria di immagini

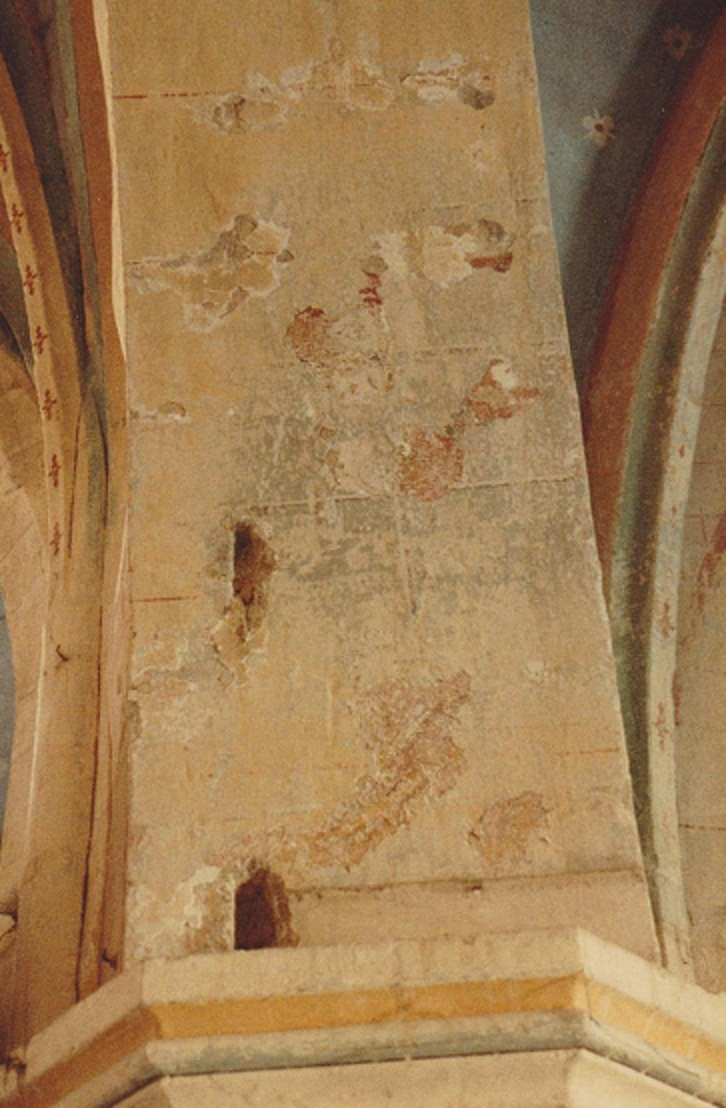
Primi sondaggi nello strato di intonaco del XIX secolo
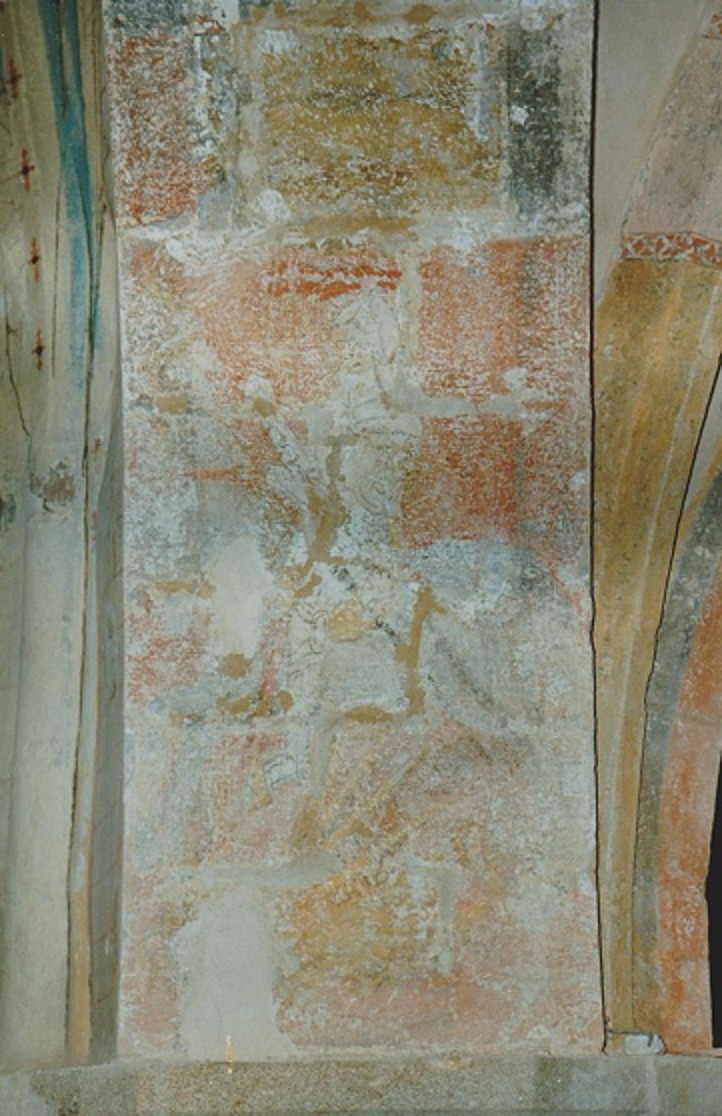
Pittura del XV secolo prima del restauro
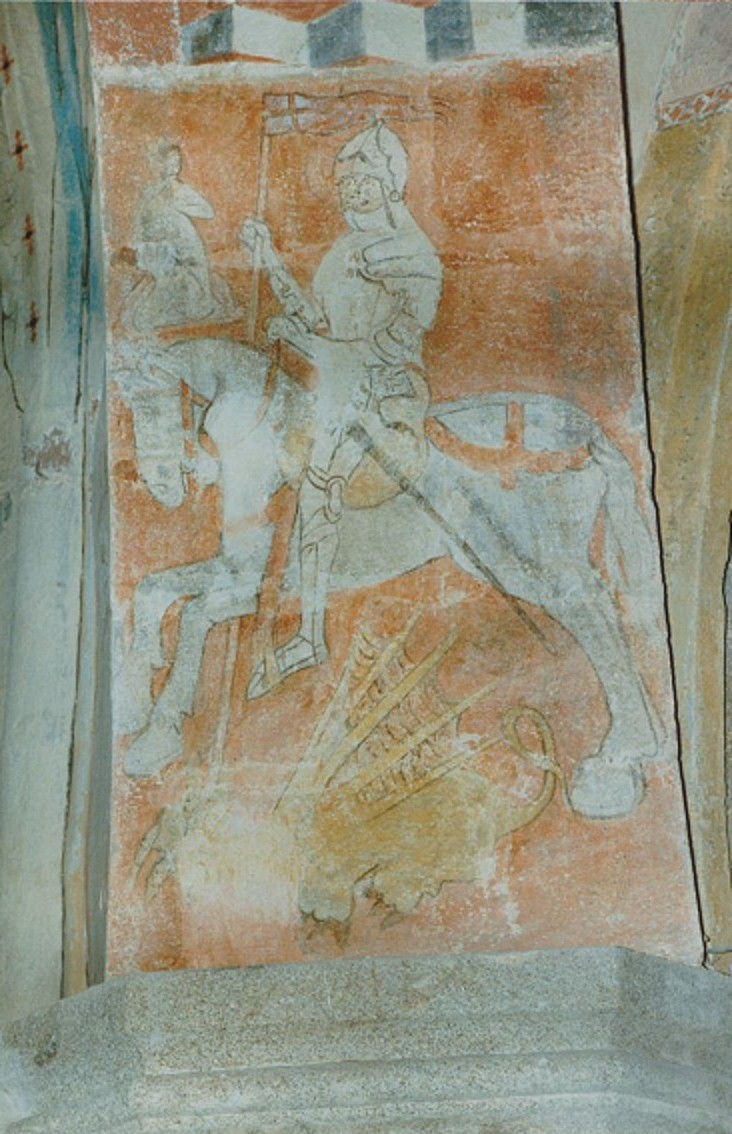
Pittura dopo il restauro